# Болл-Блафф (тауншип, Миннесота)
Болл-Блафф (англ. Ball Bluff) — тауншип в округе Эйткин, Миннесота, США. На 2000 год его население составило 300 человек.

## География
По данным Бюро переписи населения США площадь тауншипа составляет 91,3 км², из которых 87,7 км² занимает суша, а 3,7 км² — вода (4,03 %).

## Демография
По данным переписи населения 2000 года здесь находились 300 человек, 121 домохозяйство и 86 семей.  Плотность населения —  3,4 чел./км².  На территории тауншипа расположено 207 построек со средней плотностью 2,4 построек на один квадратный километр. Расовый состав населения: 98,67 % белых, 0,67 % коренных американцев и 0,67 % приходится на две или более других рас.
Из 121 домохозяйства в 28,9 % воспитывались дети до 18 лет, в 62,0 % проживали супружеские пары, в 3,3 % проживали незамужние женщины и в 28,9 % домохозяйств проживали несемейные люди. 25,6 % домохозяйств состояли из одного человека, при том 8,3 % из — одиноких пожилых людей старше 65 лет. Средний размер домохозяйства — 2,48, а семьи — 2,92 человека.
22,7 % населения — младше 18 лет, 4,7 % — в возрасте от 18 до 24 лет, 25,3 % — от 25 до 44, 31,3 % — от 45 до 64, и 16,0 % — старше 65 лет. Средний возраст — 43 года. На каждые 100 женщин приходилось 102,7 мужчин.  На каждые 100 женщин старше 18 приходилось 101,7 мужчин.
Средний годовой доход домохозяйства составлял 33 750 долларов, а средний годовой доход семьи —  45 625 долларов. Средний доход мужчин —  36 667  долларов, в то время как у женщин — 21 500. Доход на душу населения составил 16 602 доллара. За чертой бедности находились 19,6 % семей и 28,4 % всего населения тауншипа, из которых 47,9 % младше 18 и 10,5 % старше 65 лет.